# ولکی خلومتس
ولکی چلومک (به چکی: Velký Chlumec) یک منطقهٔ مسکونی در جمهوری چک است که در Beroun District واقع شده‌است.

## خصوصیات
ولکی چلومک ۴٫۵۴ کیلومترمربع مساحت و ۳۸۲ نفر جمعیت دارد و ۴۲۰ متر بالاتر از سطح دریا واقع شده‌است.